# Амбалика
Амбалика (санскр. अम्‍बालिका) — героиня древнеиндийского эпоса «Махабхарата» (о ней речь в первой книге эпоса — Адипарве, гл. 99 — 101) и пуран, дочь царя Каши Кашьи и жена правителя Хастинапуры Вичитравирьи.
Согласно «Махабхарате» вместе со своими сёстрами Амбой и Амбикой, Амбалика была выиграна на сваямваре старшим братом Вичитравирьи Бхишмой, который бросил вызов участвовавшим в сваямваре царевичам и сразившись с ними, одержал победу. Бхишма сделал это ради своего брата, который из-за своего юного возраста не имел шансов быть избранным в мужья молодыми царевнами. Бхишма привёз для Вичитравирьи трёх царевен — Амбалику, Амбу и Амбику. Однако, Амба ранее уже отдала своё сердце Шалве, поэтому Вичитравирья женился только на двух из них — Амбалике и Амбике.
Вскоре после свадьбы Вичитравирья умер, не оставив после себя наследника. Тогда Сатьявати попросила Бхишму зачать сыновей в лонах Амбалики и Амбики. Бхишма, однако, не мог удовлетворить просьбу своей матери, так как ранее дал клятву держать пожизненный целибат. Тогда Сатьявати поручила исполнить эту роль своему незаконнорожденному сыну Вьясе, от которого Амбалика родила Панду, а Амбика — Дхритараштру. Описывается, что когда Вьяса пришёл к Амбике, та ужаснулась при виде уродливого отшельника и закрыла глаза, не открывая их в течение всего полового акта. По этой причине, её сын Дхритараштра родился слепым. Когда пришла очередь Амбалики, Сатьявати наказала ей не в коем случае не закрывать глаза, иначе её сын также родится слепым. Амбалика не закрыла глаз, но при виде Вьясы побледнела, отчего её сын Панду родился бледным.